# 1769
1769 (MDCCLXIX) je bilo navadno leto, ki se je po gregorijanskem koledarju začelo na nedeljo, po 11 dni počasnejšem julijanskem koledarju pa na četrtek.

## Rojstva
- 29. marec - Nicolas Soult, maršal Francije († 1851)
- 10. april - Jean Lannes, Napoleonov general in maršal Francoskega cesarstva († 1809)
- 15. avgust - Napoléon Bonaparte, francoski cesar († 1821)
- 14. september - Alexander von Humboldt, nemški naravoslovec, raziskovalec, geograf († 1859)
- 4. oktober - grof Aleksej Andrejevič Arakčejev, ruski general, državnik († 1834)

## Smrti
- 2. februar - papež Klemen XIII., (* 1693)
- 27. november - Kamo no Mabuči, japonski šintoistični teolog, filozof, filolog in pesnik (* 1697)

Neznan datum
- Hakuin Ekaku, japonski zen budistični menih in filozof (* 1686)